# National Highway 112
National Highway 112 (NH 112) ist eine Hauptfernstraße im Westen des Staates Indien mit einer Länge von 343 Kilometern, die sich vollständig im Bundesstaat Rajasthan befindet. Sie beginnt am NH 15 in Barmer und führt über Jodhpur zur Ortschaft Bar am NH 14.